# Anacropora matthai
Espèce
Statut de conservation UICN

 VU A4c : Vulnérable
Statut CITES
Anacropora matthai est une espèce de coraux appartenant à la famille des Acroporidae.